# Ламанський Володимир Іванович
Лама́нський Володи́мир Іва́нович (26 червня (8 липня) 1833, Петербург — 19 листопада (2 грудня) 1914, там само) — російський філолог, славіст,етнограф, історик, громадський діяч, академік Петербурзької АН з 1900.

## Біографія
Закінчив 1854 Петербурзький університет.
Працював службовцем у Публічній бібліотеці, в державному архіві міністерства іноземних справ. 
1854-1859- працює на посаді секретаря Російського географічного товариства;   У 1862-1864 роках подорожував по слов'янських країнах а також відвідав Туреччину, Італію та Грецію. Протягом 1865—1899 — на кафедрі слов'янської філології Петербурзького університету (доцент, професор, завідувач кафедри). З 1972 року- завідувач кафедри російської і церковнослов'янських мов та історії російської літератури Санкт-Петербурзької духовної академії;  у 1890-1900 роках  - професор академії Генерального штабу. 1865 -1871 і 1887 - 1910- на посаді голови етнографічного відділення.

## Науковий спадок
Ґрунтовно описав і частково дослідив основні зарубіжні слов'янські архіви.
Одним з перших виступив проти традиційного погляду на походження літературно-писемної мови на Русі, заявивши у праці «Слов'янське „Житіє св. Кирила“ як релігійно-етичний твір і історичне джерело» (1915) про східнослов'янську основу мови Київської Русі.
Ламанський був прихильником ідеї запровадження російської мови як загальнослов'янської. Ставлення Ламанського до проблем української мови та літератури не було однозначним. У рецензії на статтю «Національна безтактність» Миколи Чернишевського він стояв на великодержавницьких позиціях, однак у статтях про Ізмаїла Срезневського та Олександра Потебню говорив про необхідність розвитку української мови на самобутній народній основі.

## Праці
- О славянах в Малой Азии, в Африке и в Испании. СПб., 1859;
- Об историческом образовании древнего славянского и русского языка. СПб., 1869;
- Введение в славяноведение. СПб., 1895.
- О некоторых славянских рукописях в Белграде, Загребе и Вене с филологическими и историческими примечаниями.
- С- Петербург, 1864;
- Национальности итальянская и славянская в политическом и культурном отношениях.// Отечественные записки, 1864.
- Три мира Азийско - Европейского материка. С- Петербург,1892.